# Rejencja zachodniopruska

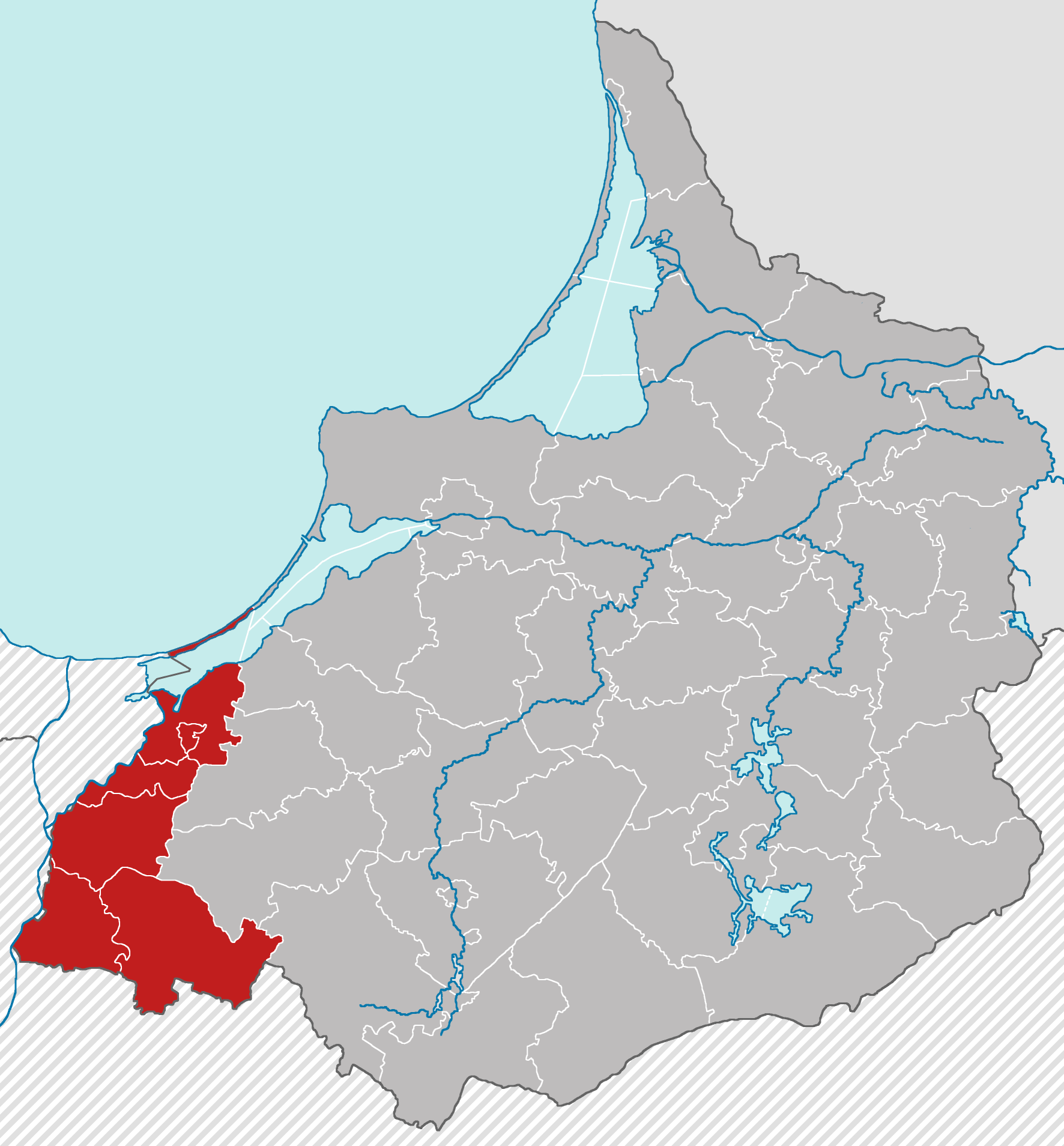
Rejencja zachodniopruska

Rejencja zachodniopruska (niem. Regierungsbezirk Westpreußen) – pruska i niemiecka jednostka administracyjna istniejąca w latach 1920–1939 jako jedna z czterech rejencji prowincji Prusy Wschodnie.

## Historia
Nowy okręg administracyjny powstał z terenów dawnych rejencji: kwidzyńskiej i gdańskiej położonych po wschodniej stronie Wisły i Nogatu. Do jego utworzenia doszło po przejęciu przez Polskę Pomorza w lutym 1920 i wygraniu przez Niemcy plebiscytu na Warmii, Mazurach i Powiślu, dzięki któremu jedynie kilkanaście gmin powiatu kwidzyńskiego położonych po wschodniej stronie Wisły znalazło się w Polsce.
Rejencja (do 1922 nosząca starą nazwę kwidzyńska) obejmowała powiat grodzki Elbląg oraz powiaty ziemskie: Elbląg (Elbing), Kwidzyn (Marienwerder), Sztum (Stuhm), Susz (Rosenberg) i Malbork (Marienburg). W pewnej mierze zaludniona była przez rodzimą ludność polską, w szczególności powiat sztumski, w którym działały komórki Związku Polaków w Niemczech.
Rejencja została rozwiązana w 1939 i włączona w skład Okręgu Rzeszy Gdańsk-Prusy Zachodnie jako część reaktywowanych rejencji kwidzyńskiej i gdańskiej.

## Podział administracyjny 31 sierpnia 1938
Stolica: Marienwerder/Kwidzyn
Powiat grodzki:
1. Elbing/Elbląg

Powiaty ziemskie:
1. Landkreis Elbing (powiat elbląski)
2. Landkreis Marienburg (Westpr.) (powiat malborski)
3. Landkreis Marienwerder (powiat kwidzyński)
4. Landkreis Rosenberg in Westpreußen (powiat suski)
5. Landkreis Stuhm (powiat sztumski)